# Braunauer Eisenbahnbrücke
Die Braunauer Eisenbahnbrücke liegt im Süden der Münchner Innenstadt. Auf der Brücke überquert die Bahnstrecke München–Rosenheim die Isar. Die Strecke verbindet den Hauptbahnhof München mit dem Ostbahnhof. Direkt in Verlängerung der Brücke nach Westen wird auf einer weiteren Brücke der Große Stadtbach überquert. Dieser versorgt das Isarwerk 3, das wenige Meter entfernt liegt, mit Wasser. Der Name der Braunauer Eisenbahnbrücke erklärt sich dadurch, dass sie als Teil der Bahnstrecke von München Hbf nach Simbach und weiter nach Braunau am Inn in Österreich geplant und erbaut wurde.

## Denkmalschutz
Der nördliche Teil der Braunauer Eisenbahnbrücke mit dem stillgelegten Gleis in der Gitterfachwerkkonstruktion steht seit 2017 unter Denkmalschutz und ist unter dem Aktenzeichen D-1-62-000-8659 in der Denkmalliste des Bayerischen Landesamtes für Denkmalpflege erfasst.

## Vorgeschichte
1868 begann die Aufschüttung eines Eisenbahndammes zwischen dem geplanten Brückenstandort und dem Kolumbusplatz zur Überwindung der Steigung am Giesinger Berg. Das Material zur Aufschüttung kam aus dem Einschnitt in den Berg, in dem die Bahnstrecke bis zum Bahnhof Haidhausen (heute Ostbahnhof) führen sollte. Die Bevölkerung in Ober- und Untergiesing/Au, das durch den Bahndamm geteilt worden wäre, protestierte gegen die Bauarbeiten und gründete eine Interessengemeinschaft. Diese forderte anstatt eines Bahndamms erneut den Bau eines wie bereits vor Beginn der Bauarbeiten zur Sprache gestandenen, aber abgelehnten Viadukts. Nach einer Eingabe an König Ludwig II. ließ dieser die Bauarbeiten unterbrechen. Nach weiteren Gesprächen wurde vorgeschlagen, in den Bahndamm mehrere Öffnungen in Form von Brücken einzubauen. Diese Öffnungen im Bahndamm war eine Kompromisslösung, die auch von der Giesinger Interessengemeinschaft angenommen wurde. Daraufhin begannen die Bauarbeiten erneut.

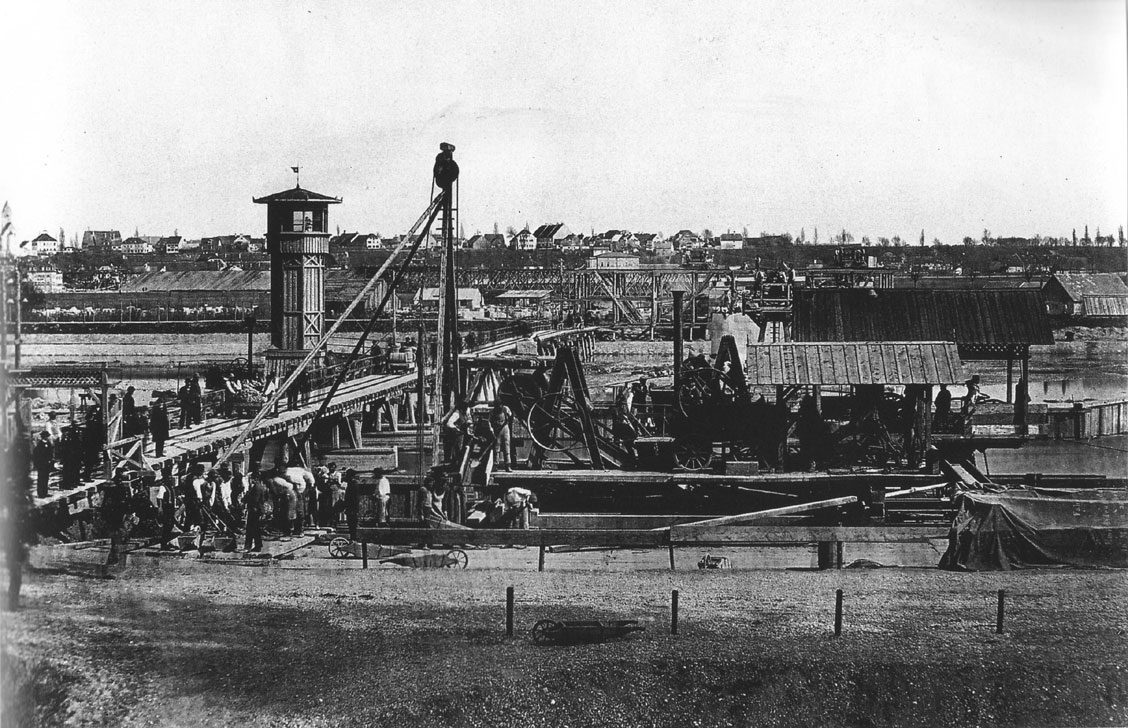
Bau der Braunauer Eisenbahnbrücke (1869), gut zu sehen der Werkssteg und der Beleuchtungsturm der Firma Siemens & Halske. Ebenfalls kann man die Lokomobile erkennen.

## Bauarbeiten

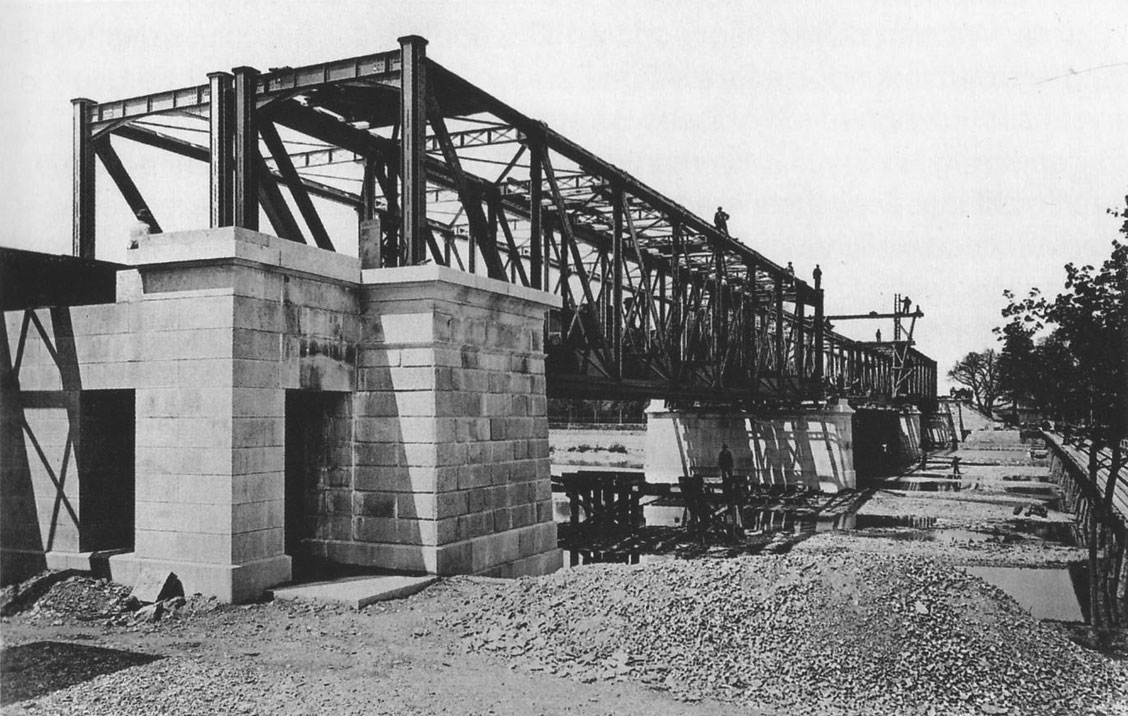
Bau der Braunauer Eisenbahnbrücke (1870)

Probebohrungen im Bereich der geplanten Pfeiler ergaben, dass das Erdreich in den oberen drei Metern aus lockerem Kies, gefolgt von einer ebenfalls drei Meter dicken Schicht aus komprimiertem Sand bestand. Darunter folgte eine neun Meter dicke, also bis in 15 Meter Tiefe reichende Schicht aus Spateisenstein. Die mittleren Pfeiler der Brücke wurden auf ein Betonfundament gesetzt, das direkt auf der Spateisensteinschicht auflag. Die äußeren Pfeiler dagegen wurden lediglich auf die Sandschicht aufgesetzt. Dies war ausreichend, da durch die bereits bestehenden Hochwasserdämme die Gefahr des Ausspülens der Sandschicht durch Wasser nicht gegeben war. Die mittleren Pfeiler wurden hinter Spundwänden im Flussbett fertiggestellt. Beim Ausheben der Gruben für die Pfeilerfundamente wurden Schaufelbagger eingesetzt, die von einer sechs PS starken Lokomobile angetrieben wurden. Während der Bagger pro Tag circa 150 Kubikmeter Kies förderte, sank die Leistung in der Sandschicht auf bis zu 20 Kubikmeter pro Tag ab. Nachdem die Bauarbeiter auf eine vorher nicht bekannte Spateisenplatte innerhalb der Sandschicht getroffen waren, war der Einsatz des Baggers nicht mehr möglich. Die Arbeiter versuchten die Spateisenplatte zu zertrümmern, was jedoch nicht gelang. Erst der Einsatz einer Sprengladung zerkleinerte die Gesteinsformation, sodass ein Weiterarbeiten möglich war.
Ein Wassereinbruch durch eine Spundwand verzögerte die Fertigstellung des Fundaments um weitere Tage. Um die Verspätung aufzuholen, wurde bis spät in die Nacht gearbeitet. Eine Beleuchtungsanlage der Firma Siemens & Halske wurde hierzu auf einem zwölf Meter hohen Holzturm installiert. Es war das erste Mal, dass eine derartige Anlage für nichtmilitärische Zwecke verwendet wurde. Sie wurde mit einem dampfbetriebenen Dynamo gespeist.
Die drei Tragwerke der Brücke mit jeweils 48,5 Metern Spannweite wurden in Fachwerkkonstruktion ausgeführt. Der hölzerne Werkssteg wurde nach Fertigstellung der Brücke 1871 weiter flussabwärts, am Standort der heutigen Wittelsbacherbrücke, als provisorische Isarüberquerung neu errichtet.

## Entwicklung bis heute
Da die Tragkraft der alten Brücke nicht mehr ausreichte, wurde sie 1958 als Balkenbrücke mit Vollwand-Durchlaufträgern auf denselben Pfeilern neu gebaut. Ein Teil der alten Fachwerkkonstruktion wurde auf den Pfeilern um wenige Meter nach Norden verschoben und für ein Rangiergleis des nahen Schlacht- und Viehhofes weitergenutzt. Seit 1981 ist dieses Gleis jedoch nicht mehr in Betrieb. Der Brückenträger ist stark korrodiert. Seit 2014 versuchen der Bezirksausschuss 2 Ludwigsvorstadt-Isarvorstadt und Bürger eine Öffnung der Brücke für Fußgänger zu erreichen.

## Mordfall Michaela Eisch
Im Mordfall Michaela Eisch wurden m 14. Juni 1985 an der Braunauer Eisenbahnbrücke die sterblichen Überreste des im Alter von acht Jahren ermordeten Mädchens Michaela Eisch gefunden. Die Tat konnte bis heute nicht aufgeklärt werden. 